# بان استیشن (تنسی)
بان استیشن(به انگلیسی: Bean Station) شهری در ایالت تنسی کشور ایالات متحده آمریکا است که جمعیت آن در سرشماری سال ۲۰۱۰ میلادی، ۲٬۸۲۶ نفر بوده‌است.